# Godflesh

Logo của Godflesh

Godflesh là một ban nhạc industrial metal người Anh thành lập tại Birmingham. Ban nhạc được thành lập năm 1988 bởi Justin Broadrick (guitar, hát và programming) và G. C. Green (bass), Godflesh tan rã năm 2002. EP Godflesh và album Streetcleaner đã giúp đặt nền móng và ảnh hưởng đến các ban nhạc industrial metal và post-metal về sau. Godflesh tái hợp năm 2010.

## Thành viên

### Đội hình chính
- Justin Broadrick – hát, guitar, programming (1988–2002, 2010–nay)
- G. C. Green – bass, programming (1988–2001, 2010–nay)

### Cựu thành viên
- Paul Neville – guitars (1989–1991)
- Robert Hampson – guitar (1991–1992)
- Bryan Mantia – trống, percussion (1994–1996)
- Ted Parsons – trống, percussion (1996–2002)
- Steve Hough – guitar (1999)
- Diarmuid Dalton – sample, moog (1999)
- Paul Raven – bass (2002)

## Đĩa nhạc
- Streetcleaner (1989)
- Pure (1992)
- Selfless (1994)
- Songs of Love and Hate (1996)
- Us and Them (1999)
- Hymns (2001)
- A World Lit Only by Fire (2014)[2]